# ری ایساک
ری ایساک (انگلیسی: Rey Isaac؛ زادهٔ ۳ ژانویهٔ ۱۹۷۳) بازیکن بیسبال اهل کوبا بود.